# 本気ドラ
『本気ドラ 〜Spin the Sky〜』（マジドラ スピン・ザ・スカイ）は、2016年4月5日（4日深夜）から6月21日（20日深夜）の間に放送された中京テレビの深夜テレビドラマ。
男性グループMAG!C☆PRINCE初主演の学園ドラマで、ドラマ主題歌も担当する。MAG!C☆PRINCEはそれぞれ自身と同じ名のキャストを演じ、所属する部活動など、演者本人と登場人物で共通点が多く設定されている。
ドラマはグループの活動拠点である名古屋を舞台にしている。2016年3月上旬に、5日間で撮影された。劇中の高校「渡辺高等学院」の制服は、実在する同名の高校の制服を用いている。

## あらすじ
カオル・ケンゴ・アベ・ヒカル・タイシンの5人は、渡辺高等学院2年生のクラスメイト。サッカー部のエースだったカオルは、アキレス腱を負傷してずっと部活動を休んでいる。チームメイトのアベはカオルを部活に連れ戻そうとするが、カオルは「どうせこのままプロになれないのなら、もうサッカーを辞めようと思っている」と打ち明ける。サッカーを休んでからのカオルは、写真部のケンゴとつるむようになる。
ヒカルとタイシンは共にプロのダンサーを目指して日々練習に励んでいるが、ヒカルにはダンサーとは別のパン職人になりたいという夢が出来た。ヒカルは既にその夢に向かって動き出しているが、常に自分を励まし支えてくれているタイシンにはそれを言い出せない。

## キャスト
カオル
演 - 永田薫（MAG!C☆PRINCE）
サッカー部エース。サッカー一色で「サッカーがなければただのバカ」と言われる明るいムードメーカーだが、足の怪我の具合が深刻なことを誰にも言えないでいる。サッカーを休んでから、体育会系な自分の周辺にはいなかったタイプのケンゴと仲良くなる。
ケンゴ
演 - 西岡健吾（MAG!C☆PRINCE）
写真部員。女の子っぽいところがあり、変わり者だと思われて常に孤立していた。校内で写真を撮っているところに興味を持ち話しかけてきたカオルと親しくなり、そこから他のクラスメイトたちとの距離も縮まる。
アベ
演 - 阿部周平（MAG!C☆PRINCE）
サッカー部員。「カオルとサッカーをすることが夢」で、カオルに部活に戻ってくるよう何度も説得する。サッカー部を休んでからのカオルと親しくするケンゴのことを快く思っていない。
ヒカル
演 - 大城光（MAG!C☆PRINCE）
タイシンと一緒にプロのダンサーになることを目標にしていたが、パン職人になりたいという新たな夢を見つけ、校則で禁止されているパン屋でのアルバイトを始める。
タイシン
演 - 平野泰新（MAG!C☆PRINCE）
ずっとヒカルと一緒にプロのダンサーになることを目標にしている。ヒカルが別の目標を見つけたことを話してくれなかったことがショックで、ヒカルを突き放す。倉持先生の大ファン。
倉持先生
演 - 倉持明日香
男子生徒たちから憧れられている国語教師。カオルたちの担任ではないが、「もっちぃ」と呼ばれ親しまれている。
カオルのお母さん
演 - 松本明子
カオルがクラスメイトを家に連れてくることを歓迎する。はじめは自宅に遊びに来たケンゴを女の子だと勘違いした。

## スタッフ
- 企画・プロデュース - 大澤剛（ワタナベエンターテインメント）
- プロデューサー - 藤田大輔、宮田幸太郎
- 脚本 - 山咲藍
- 監督 - 小川弾
- 助監督 - 加藤文明
- 撮影 - 松宮まなぶ
- 編集 - 佐藤崇
- オープニング - MAG!C☆PRINCE「Spin the Sky」
- エンディング - MAG!C☆PRINCE「愛しくて 切なくて 抱きしめたくて」
- 撮影協力 - 愛知県立大学
- 協力 - 渡辺高等学院
- 制作プロダクション - スタジオブルー
- 制作協力 - オフィスアッシュ
- 製作著作 - ワタナベエンターテインメント、ユニバーサルミュージック

## 放送日程
| 放送回 | 放送日  | サブタイトル                 |
| ------ | ------- | ---------------------------- |
| 第1話  | 4月05日 | 「What is this!?」           |
| 第2話  | 4月12日 | 「I'm so sad」               |
| 第3話  | 4月19日 | 「You've got a friend」      |
| 第4話  | 4月26日 | 「Sorry, dear friend」       |
| 第5話  | 5月03日 | 「Let me alone」             |
| 第6話  | 5月10日 | 「What's going on」          |
| 第7話  | 5月17日 | 「It's hard to say」         |
| 第8話  | 5月24日 | 「Don't stop my heartbeats」 |
| 第9話  | 5月31日 | 「No place for me」          |
| 第10話 | 6月07日 | 「Stand by me」              |
| 第11話 | 6月14日 | 「I don't know why」         |
| 最終話 | 6月21日 | 「Spin the sky」             |

## 映像ソフト
2016年6月22日、全12話を収録したDVDが発売された。
- 『本気ドラ 〜Spin the Sky〜』（ポリドール映像販売会社）UPBH-1411